# Lachaussée-du-Bois-d'Écu
Lachaussée-du-Bois-d'Écu è un comune francese di 211 abitanti situato nel dipartimento dell'Oise della regione dell'Alta Francia.

Nel 1840 vi nacque il pittore Diogène Maillart (1840-1926).

## Società

### Evoluzione demografica
Abitanti censiti